# Friedrich Wigger (Bürgermeister)
Friedrich Wigger (* ?; † 1417) war spätestens ab 1396 Bremer Ratsherr und von 1410 bis 1417 Bremer Bürgermeister. 1396 und 1399 war er Kämmerer. Wigger hatte ab 1404 einen wesentlichen Anteil am Bau des Bremer Rathauses; er war zudem einer der beiden Rechnungsführer. 1407 war er einer der Vertreter Bremens auf dem Hansetag in Lübeck, 1410 war er in diplomatischer Mission in Dänemark.

## Leben
Wigger wurde spätestens 1396 in den Bremer Rat gewählt, dabei wurde er im selben Jahr Kämmerer. Dieses Amt bekleidete er erneut 1399. 
1404 begannen unter Leitung des Bürgermeisters Bernhard Schorhar und vor allem von Wigger und von Hinrich von der Trupe die Vorarbeiten zur Errichtung eines neuen Rathauses. Von der Trupe war erst am 12. Dezember 1404 in den Rat gewählt worden. 1407 wurde er Kämmerer, womit er auch die Aufsicht über das 1395 eingerichtete Ratsdenkelbuch führte. Er hinterließ dort zahlreiche eigenhändige Einträge. 
Zum Bau des Rathauses schlossen Hinrich von der Trupe und Friedrich Wigger zahlreiche Kontrakte mit Handwerkern und Künstlern, beschafften die Materialien und leiteten das Bauvorhaben. Am 6. Mai 1405 konnte der Grundstein gelegt werden. Am 10. Februar 1405 eröffneten die beiden Bauleiter das zugehörige Rechnungsbuch, bereits im September wurden die letzten Rechnungen gestellt. Das erste von vier Rechnungsbüchern umfasst 58 Seiten, von denen allerdings nur 36 beschrieben sind, drei weitere enthalten Notizen, die später durchgestrichen wurden. Diesem schloss sich zeitlich ein zweites Rechnungsbuch an, das, ebenso wie das erste, von Hinrich von der Trupe geführt wurde. Das dritte Rechnungsbuch wurde wahrscheinlich von Friedrich Wigger geführt, dem von der Trupe die Weiterführung überließ, ebenso wie das vierte. Am 23. Februar 1407 konnte das letzte der vier Rechnungsbücher geschlossen werden. Buch drei und vier, also die von Wigger geführten, umfassen die Zeit von Frühjahr 1406 bis Anfang 1407. Buch 3 besteht dabei aus 24 Seiten, davon sind 14 beschrieben und 10 leer, Buch 4 besteht aus 12 beschriebenen und 8 leeren Seiten. Wahrscheinlich bewahrte Hinrich von der Trupe die vier Bücher auf, denn er schrieb auf die Rückseite einer angehefteten Urkunde „Liber Hinrici de Trupe“. Neben anderen Ratsherren konnte auch Wigger aus seinem Waldbesitz Holz beitragen; auch die Versorgung der Bauarbeiter mit Kleidung und Nahrung besorgten die Ratsherren.
Wigger wurde zunehmend in außenpolitischen Angelegenheiten aktiv. Zu Pfingsten 1407 vertrat Wigger auf einem Hansetag in Lübeck zusammen mit Reynwerd Dene den Rat von Bremen. Dort wurde die Ausrüstung von vier großen Kriegsschiffen („vredeschepen“) beschlossen, um die Vitalienbrüder zu bekämpfen. Eines davon sollte Bremen zusammen mit den Hansestädten in Livland und Pommern stellen. Bremen leistete auf die Flotte 300 Mark Vorschuss, die über das Pfundgeld, das alle Hansestädte beitragen sollten, auszugleichen war.
1410 nahm Wigger erneut an einer Gesandtschaft teil, diesmal nach Dänemark. Dazu erhielt er von Herzog Wilhelm VI., dem Grafen von Holland (und Herzog von Straubing-Holland), freies Geleit.
Wigger stand in enger Beziehung zu Herbord Schene, dem Mitverfasser der ersten Stadtchronik Bremens. 
Ob gegen 1410 bereits eine Ratsbibliothek bestand, ist unklar, sie ist ansonsten erst Mitte des 16. Jahrhunderts fassbar. Gewiss ist nur, dass Friedrich Wigger 1410 eine Abschrift des Sachsenspiegels in Auftrag gab, die sich heute in der Staats- und Universitätsbibliothek Bremen befindet. Sie wurde 1417 von dem Westfalen Gottfried von Sconeberge geschaffen. Vorangestellt sind der Handschrift Anmerkungen zur Organisation der Hanse.
Am 21. März 1416 setzte Wigger sein Testament auf. Er vermachte seinen Besitz seiner Familie, wobei er sein Silberbesteck an die nähere Verwandtschaft vererbte. Zeugen waren unter anderem Didrik Schorhar und Hinrich von der Trupe.